# Kerrisdale

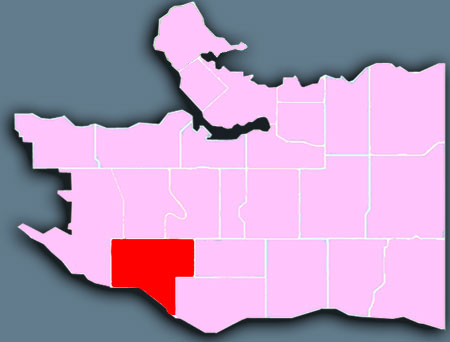
Poloha městské části Kerrisdale

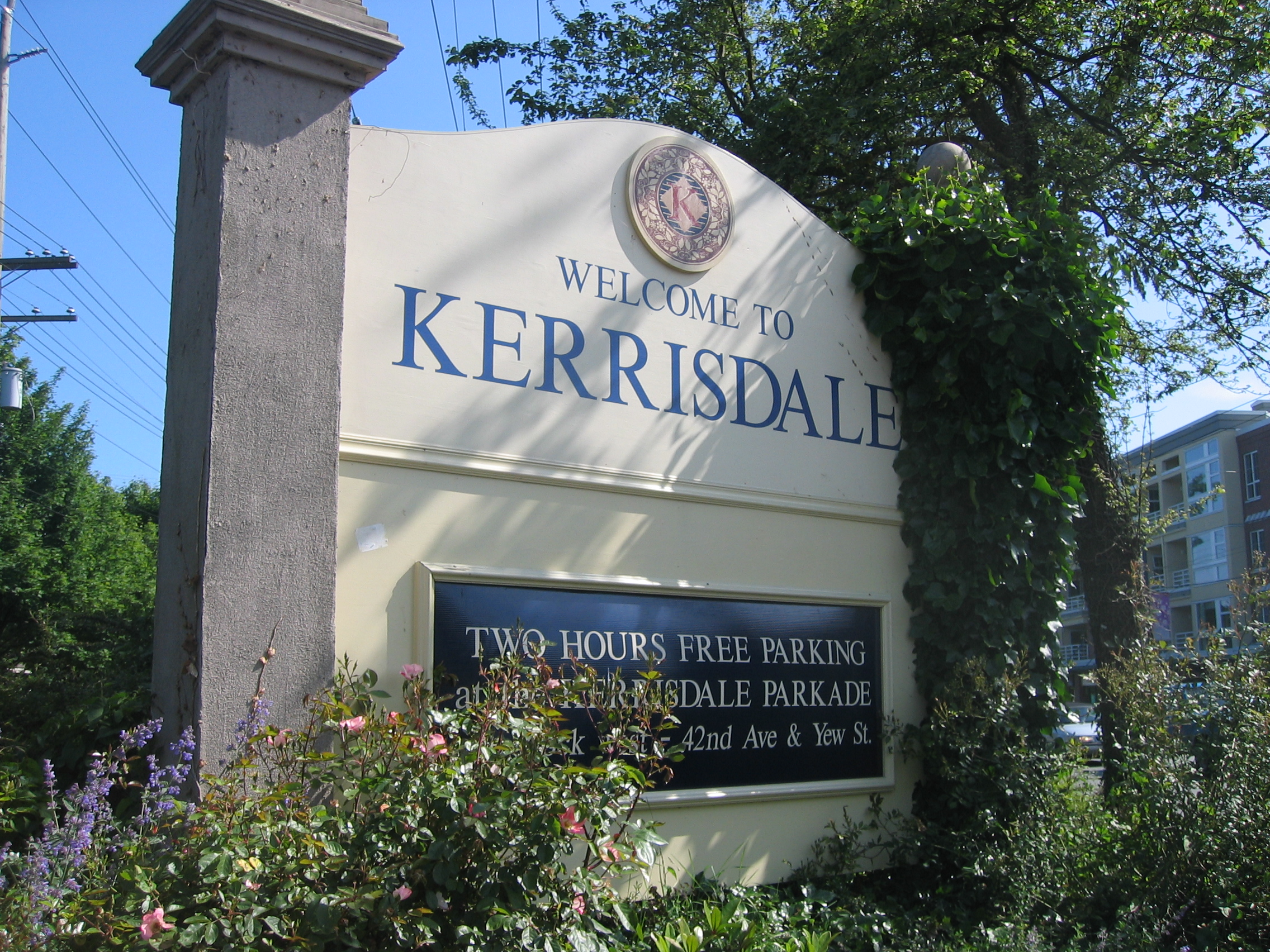
Uvítací tabule v Kerrisdale

Kerrisdale je městská část v kanadském městě Vancouver.
Oblast skládajíce se ze smíšených typů starých bungalovů, dále novějších domů, označovaných jako Vancouver Specials, množství malých a středně velkých nájemních budov a vícepodlažních bytů. Kerrisdale má značnou etnickou diverzitu. Nachází se zde i malá oblast s obchody. Asi nejvíce populární atrakcí v ní je non-stop otevřený McDrive ležící v jejím středu. Obchod zde provozuje i charitativní organizace Armáda spásy.

## Dějiny
Kerrisdale získalo svoje jméno v roce 1905, když obyvatelka města, paní McKinnon pojmenovala zastávku tramvaje na rohu 41 Avenue a West Boulevard „Kerry's Dale“, názvem, jenž nesl dům její rodiny ve městě Gairloch ve Skotsku. Toto území bylo tehdy součástí města West Point Grey. To se však v roce 1929 sloučilo s městem Vancouver.

## Sporné oblasti
V polovině 80. let zaznamenalo Kerrisdale velký příliv emigrantů z Hongkongu. Mnoho z nových emigrantů si postavilo velké, moderní domy. Z tohoto důvodu je dnešní Kerrisdale charakterizované smíšenou architekturou, se starými bungalovy mezi novými domy s omítkou.
Další spornou oblastí je koridor Arbutus Corridor. Koridor, od ledna 2000 nevyužívaná dráha železnice CPR protínající městskou část, je od jeho uzavření objektem velkých debat. Padly návrhy na využití 10 kilometrů dlouhého koridoru jako součást trasy metra SkyTrain (proti tomuto návrhu vystoupili místní obyvatelé), zpevněné dráhy pro cyklisty, výstavbu výškových budov a na turistiku orientované trasy tramvaje. Město v roce 2001 schválilo plán rozvoje této oblast, v němž se zavázalo využít koridor pro dopravní účely, specificky s jeho napojením na SkyTrain. CPR tento návrh napadl u soudu, ale Kanadský nejvyšší soud začátkem roku 2006 rozhodl, že město koná v rámci svých pravomocí. V současnosti trať není udržovaná, chátrá, zarůstá vysokou trávou, křovím a čeká na konečné rozhodnutí o jejím využití.

## Demografie
V Kerrisdale žijí hlavně lidé střední třídy a studenti navštěvující nedaleké školy. I mnoho starších lidí zde obývá hlavně starší nízkopodlažní domy.

## Školství
V Kerrisdale se nachází tyto školy: Kerrisdale Elementary School, Kerrisdale Annex, Maple Grove Elementary School, McKechnie Elementary School, Quilchena Elementary School, Magee Secondary School, Point Grey Secondary School a Crofton House School.